# 趙德恭
高密慈惠郡王趙德恭（962年—1006年），字復禮，祖籍涿郡（今河北省保定市清苑縣）人，宋朝宗室、魏悼王趙廷美的長子。

## 生平
太平興國四年（979年），趙德恭出閣，封為貴州防禦使，後來他跟隨父親趙廷美被徙置房陵，故被免職。
雍熙元年（984年）父親去世，朝廷再封趙德恭為峰州刺史，同年十二月任左武衛大將軍，封爵位安定郡侯。
端拱元年（988年），朝廷升趙德恭為郡公（安定郡公），到淳化四年（993年）改任左驍衛大將軍，後來又在至道二年（996年）加封神武大將軍。
宋真宗即位，趙德恭重新就任左武衛大將軍，咸平二年（999年）自安定郡公改封樂平郡公，分虢州，又改任勝州團練使。到景德初年再轉任衡州防禦使。
景德三年（1006年），趙德恭患病，長子趙承慶割下他自己股肉給父親服用，到五月去世，虛齡四十五歲。宋真宗為他廢朝三日，並贈封保信軍節度使，追封申國公。天禧二年（1018年），朝廷依照承慶請求，加贈趙德恭護國軍節度兼侍中。明道二年（1033年），再追封高密郡王，諡慈惠。

## 家族

### 祖父母
- 趙弘殷，宋宣祖昭武皇帝
- 昭憲太后杜氏

### 父母
- 趙廷美，魏悼王
- 张氏，楚國夫人，張令鐸女

### 妻子
- 张氏，剡国夫人

### 子女
- 趙承慶，武信軍節度使、循國公
- 趙承壽，終南作坊使、德州刺史、武當侯